# 9693 Bleeker
9693 Bleeker (6547 P-L) là một tiểu hành tinh vành đai chính.